# Hora (obwód kijowski)
Hora (ukr. Гора) – wieś na Ukrainie, w obwodzie kijowskim, w rejonie boryspolskim, siedziba hromady. W 2024 liczyła 3389 mieszkańców.